# Reuzenroodmus
De reuzenroodmus (Carpodacus rubicilloides) is een zangvogel uit de familie Fringillidae (Vinkachtigen).

## Verspreiding en leefgebied
Deze soort komt voor in de Himalaya en China en telt 2 ondersoorten:
- Carpodacus rubicilloides rubicilloides: van oostelijk Tibet tot centraal en zuidelijk China.
- Carpodacus rubicilloides lucifer: zuidelijk Tibet en de Himalaya.